# Juan Manuel Muñoz Curiel
Juan Manuel Muñoz Curiel OFM (* 12. März 1958 in Guadalajara) ist ein mexikanischer Ordensgeistlicher und römisch-katholischer Weihbischof in Guadalajara.

## Leben
Juan Manuel Muñoz Curiel erwarb einen Abschluss als Agraringenieur und trat später dem Franziskanerorden bei. Er studierte in Rom an der Ordenshochschule Antonianum in Rom und empfing am 3. Juli 1993 das Sakrament der Priesterweihe.
Neben verschiedenen Aufgaben innerhalb seines Ordens war er Sekretär des Erzbistums Guadalajara für das geweihte Leben und Mitglied im Priesterrat des Erzbistums. Bis zu seiner Ernennung zum Bischof war er Provinzial der Ordensprovinz Santos Francisco y Santiago en México.
Am 2. Februar 2018 ernannte ihn Papst Franziskus zum Titularbischof von Tucci und zum Weihbischof in Guadalajara. Der Erzbischof von Guadalajara, Francisco Kardinal Robles Ortega, spendete ihm sowie den mit ihm ernannten Weihbischöfen Engelberto Polino Sánchez und Héctor López Alvarado am 21. April desselben Jahres die Bischofsweihe.